# الحزب الوطني (بيرو)
الحزب الوطني (بالإسبانية: Partido Nacional) كان حزبًا سياسيًا في بيرو. تأسس عام 1882 على يد نيكولاس دي بيرولا.